# Evaristo Lucidi
Pour les articles homonymes, voir Lucidi.
Evaristo Lucidi  (né le 4 octobre 1866 à Montefranco, en Ombrie, Italie et mort le 31 mars 1929 à Rome) est un cardinal italien du début du XXe siècle.

## Biographie
Lucidi étudie à Rome. Après son ordination il fait du travail pastoral dans le diocèse de Rome et est directeur de l'institut de "S. Girolamo degli Schiavoni" pendant plusieurs années. Il exerce des fonctions au sein de la curie romaine, notamment comme secrétaire du tribunal suprême de la Signature apostolique et comme protonotaire apostolique.
Le pape Pie XI le crée cardinal lors du consistoire du 30 décembre 1923.
Lucidi meurt  le 26 mars 1929.